# Kantor
Den här artikeln behandlar kantorsämbetet i kristen tradition. För andra innebörder, se Kantor (olika betydelser).

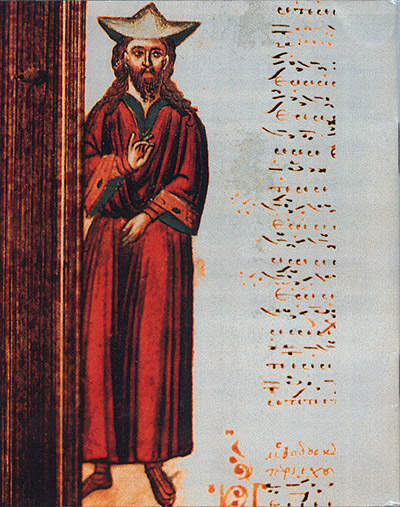
Avbildning av Johan Kukuzelis som körledare.

Kantor (latin cantor, sångare) avser vanligtvis den person som leder den gemensamma församlingssången i någon typ av gudstjänst. 
I kyrklig tradition leder prästen mässan tillsammans med kantorn som i sin tur leder den gemensamma församlingssången. Historiskt har kantorerna därför varit präster eller munkar både vad gäller västkyrkan och östkyrkan.
I Sverige kallas kantorn också ofta för kyrkomusiker för att undvika sammanblandning med anställningsformen "kantor" som är vanlig i Svenska kyrkan. Kantorns eller kyrkomusikerns uppdrag inbegriper ofta uppgifter som organist och/eller körledare. 

## Kantorer inom Svenska kyrkan
Inom Svenska kyrkan kallas en anställd kantor oftast för kantor, organist eller domkyrkoorganist. Om en kantor är anställd under titeln kantor avser detta vanligen att denne innehar en kantorsexamen som normalt erhålls efter två års eftergymnasiala studier på folkhögskola eller efter en erhållen högskoleexamen i kyrkomusik vid högskola. Utbildningen ges vid följande skolor:
- Ersta Sköndal högskola i Stockholm
- Geijerskolan i Ransäter
- Högskolan för scen och musik vid Göteborgs universitet
- Hjo folkhögskola
- Mellansels folkhögskola
- Musikhögskolan i Malmö
- Oskarshamns folkhögskola

På kantorsutbildningen studeras i princip samma grundämnen som på organistutbildningen, den högre kyrkomusikerutbildningen, men studietiden är kortare.
För att få ut sin kantorsexamen och därmed bli behörig för kantorstjänst i Svenska kyrkan krävs även att kantorsutbildningen kompletteras med pastoralteologisk utbildning för kyrkomusiker. Kursen läses parallellt som en del av utbildningen i folkhögskoleformen men läses separat under en termin vid Svenska kyrkans utbildningsinstitut vid högskolestudier.

### Historik
I Sverige före reformationen var kantor en präst i en domkyrka som bland annat hade hand om körsången, läsningen och sången i koret (jämför med kantor i synagoga) samt skötsel av bokskåp. Sedermera blev kantor, eller rector cantus, liktydigt med den som såsom försångare ledde församlingssången, innan orgeln tog över den uppgiften; denna uppgift var först främst en lekmannasyssla. År 1881, då sysslan allt oftare hade kommit att vara förenad med klockar- eller organisttjänst,  infördes kyrkosångarexamen (kantorsexamen från och med 1930) som krav för innehavare av sådan befattning.
Historiskt har dagens kantor föregåtts av klockaren, och, så småningom (1958) skol- och kyrkokantorerna. Skolkantorn hade heltidstjänst som vanlig lärare inom den obligatoriska skolans första sex år och dessutom upp till 15 veckotimmar kyrktjänst. Det visade sig rätt snart svårt att få tjänsteinnehavare till dessa tjänster och i början av 2000-talet gick de sista skolkantorerna i pension.
Dagens utbildningar och examen inrättades i början av 1990-talet. Dessförinnan fanns organist- och kantorsexamen, och för behörighet till kyrkokantorstjänst fordrades även att man därtill avlagt kyrkokantorsexamen.
En fullutbildad kantor i Svenska kyrkan förväntas behärska alla psalmerna, och välja ut vilken psalm som ska spelas under vilken gudstjänst. Dessutom förväntas de kunna liturgik, gregorianik samt arrangera och orkestrera musik. I kantorstjänsten ingår även körledning och musikundervisning.